# Richie Woodhall
Pour les articles homonymes, voir Woodhall.
Richie Woodhall est un boxeur anglais né le 17 avril 1968 à Birmingham.

## Carrière
Médaillé de bronze aux Jeux de Séoul en 1988 dans la catégorie super-welters, il passe professionnel en 1990 et devient successivement champion d'Europe EBU en 1995 et 1996 puis champion du monde des poids super-moyens WBC le 27 mars 1998 après sa victoire aux points contre Thulani Malinga. Il conserve cette ceinture lors du combat revanche puis contre Glenn Catley et Vincenzo Nardiello avant d'être battu par Markus Beyer le 23 octobre 1999. Woodhall met un terme à sa carrière en 2000 après une défaite contre Joe Calzaghe sur un bilan de 26 victoires et 3 défaites.